# Opera Zuid
Opera Zuid is een Nederlands operagezelschap, opgericht in 1991, met als thuisbasis Maastricht.
Opera Zuid is een klein gezelschap. Alleen de directie en staf zijn in vaste dienst. Voor elke operaproductie moeten de zangers en het orkest worden ingehuurd.  Kostuums en rekwisieten worden door Opera Zuid zelf gemaakt. Het gezelschap is gevestigd in de voormalige Onze-Lieve-Vrouw-van-Goede-Raadkerk en het bijbehorende klooster in de buurt Malpertuis in Maastricht-West.
Per seizoen worden drie producties uitgevoerd. De eerste productie van Opera Zuid in 1991 was Le nozze di Figaro van Mozart. Bekende opera's die het gezelschap heeft gebracht zijn Madama Butterfly en La bohème van Puccini, Carmen van Bizet, Rigoletto van Verdi en La Cenerentola van Rossini. Daarnaast brengt het gezelschap moderne of minder bekende opera's als L'étoile, L'amour des trois oranges, Julietta, L'heure espagnole, L'enfant et les sortilèges, Dreigroschenoper en Katja Kabanova. Deze laatste opera (seizoen 2010/2011) werd geregisseerd door de bekende Duitse operaregisseur Harry Kupfer.
Opera Zuid werkt samen met de philharmonie zuidnederland, waarbij de premières afwisselend in Maastricht en Eindhoven plaatsvinden. De meeste voorstellingen worden gegeven in het zuiden van het land, maar steeds vaker ook in andere steden in Nederland of het (naburige) buitenland.
Miranda van Kralingen was sinds juni 2004 artistiek leider van Opera Zuid, in juni 2017 werd ze opgevolgd door Waut Koeken.